# Charles Hermans
Charles Hermans (Bruxelles, 7 agosto 1839 – Mentone, 7 dicembre 1924) è stato un pittore belga.
Oltre ad aver realizzato imponenti opere di genere che contribuirono a renderlo in tale ambito e nel realismo uno dei massimi esponenti del suo Paese, Hermans creò ritratti, paesaggi e alcune nature morte.

## Biografia

### Formazione

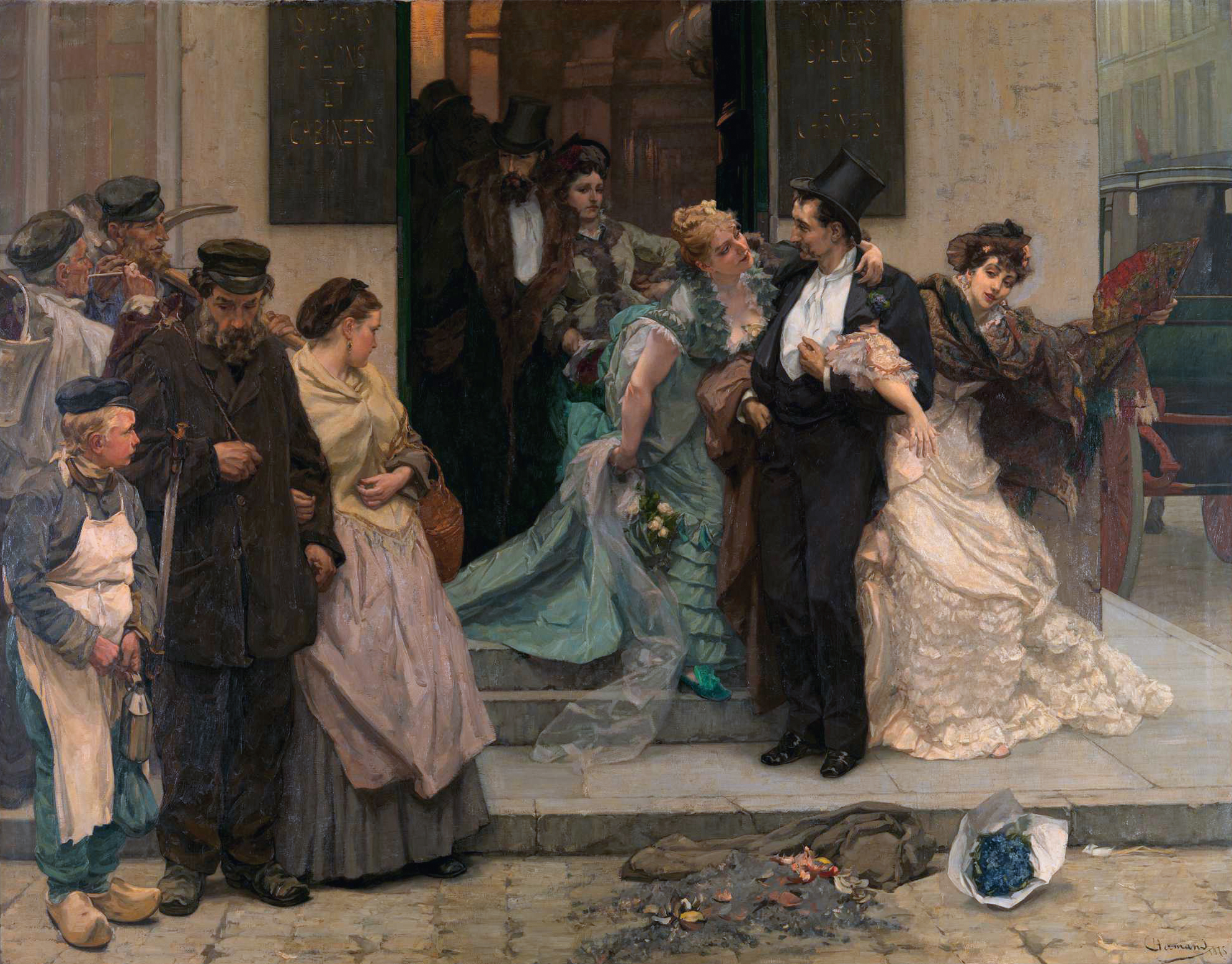
All'alba (1875)

Hermans nacque in una famiglia borghese di Bruxelles, e si interessò all'arte sin dalla tenera età. Dopo aver avuto come guida artistica Louis Gallait, Hermans studiò presso il seminario Saint Luc di Bruxelles, istituto frequentato da liberali ove poté seguire una formazione non accademica. Tra il 1858 e il 1861 soggiornò a Parigi dove studiò all'École nationale supérieure des beaux-arts presso la bottega del pittore svizzero Charles Gleyre, pittore di spicco che ereditò l'atelier di Paul Delaroche nel 1843, e diventò insegnante di molti artisti importanti, tra cui Claude Monet, Pierre-Auguste Renoir, Alfred Sisley e James Abbott McNeill Whistler.

### Carriera

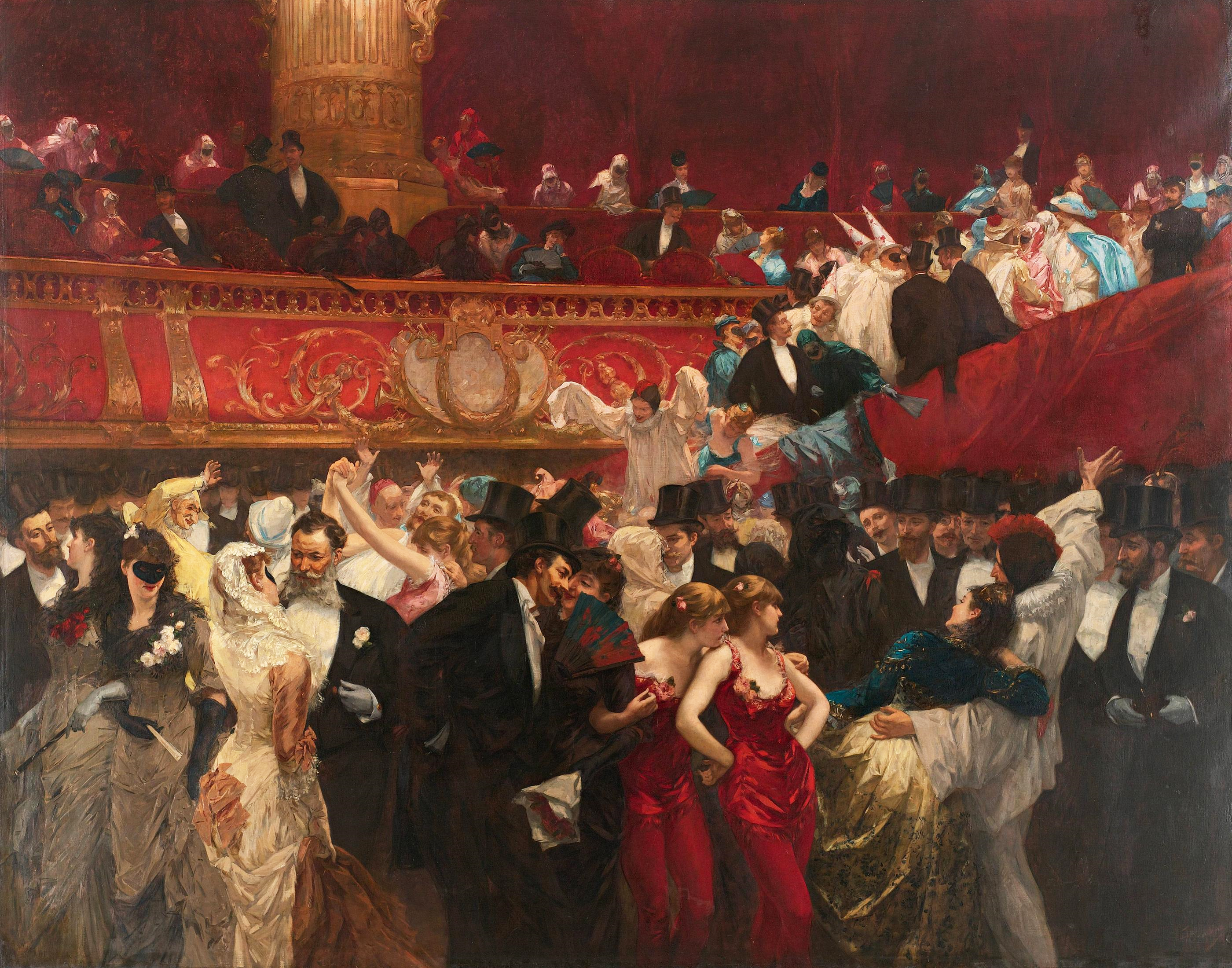
Il ballo in maschera (1880)

Hermans visse in Italia tra il 1862 e il 1867. A Roma rimase colpito dalla vita che conducevano i monaci, e la rese il soggetto di molti apprezzati dipinti databili fra il 1866 e il 1869. Le tele raffiguranti chierici cattolici erano allora di moda, come confermano anche quelle ritraenti cardinali realizzate nello stesso periodo dal connazionale Georges Croegaert. In seguito, Hermans fece diversi viaggi nella regione mediterranea, soprattutto in Spagna.
Hermans entrò a far parte della Société libre des beaux-arts, fondata nella capitale belga il primo marzo del 1868, e composta da naturalisti che volevano sfidare l'accademismo imperante prendendo a modello il realista francese Gustave Courbet. Oltre ad Hermans, coloro che ne facevano parte includono Charles de Groux, Alfred Verwée, Constantin Meunier, Louis Dubois, Félicien Rops, Constantin Meunier, Louis Artan de Saint-Martin e Théodore Baron. Il movimento realista belga guadagnò gradualmente terreno, come dimostra il fatto che Meunier e de Saint-Martin ricevettero premi al salone di Bruxelles del 1869. Un importante traguardo fu raggiunto dalla Société libre quando il dipinto All'alba di Hermans venne accolto senza incontrare opposizione al salone di Bruxelles del 1875.
Hermans partecipò a importanti mostre internazionali, come quella tenuta presso l'Esposizione Universale tenutasi a Parigi nel 1878, dove la sua All'alba venne acclamata e contribuì ad accrescere il suo prestigio internazionale. Le tele di Hermans entrarono a far parte delle collezioni museali in Belgio e all'estero. Le altre opere di Hermans non riuscirono a eguagliare la fortuna di All'alba. Nonostante ciò, la successiva Il ballo in maschera, una tela tanto grande quanto ambiziosa, fu esposta al Salon di Parigi del 1880 e venne replicata più volte. L'originale venne acquisita dalla Pennsylvania Academy of the Fine Arts nel 1882.

### Morte
Hermans morì a Mentone il 7 dicembre 1924.

## Stile e tecnica

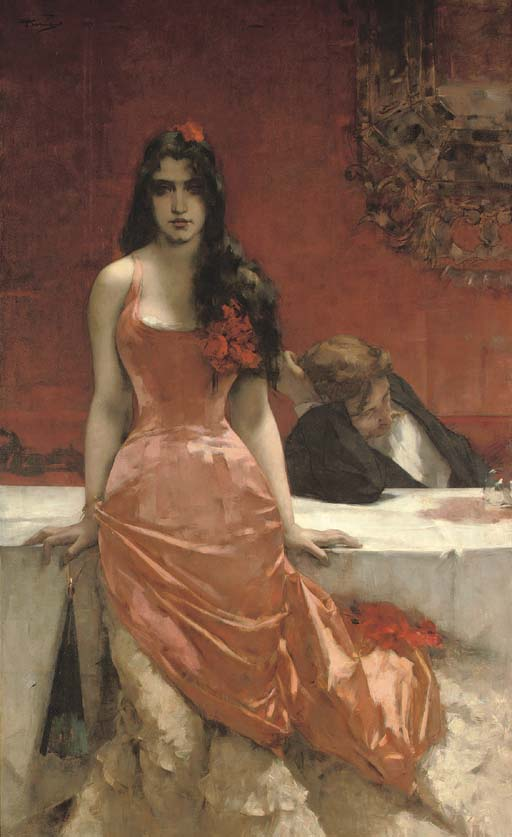
Circe la tentatrice (data sconosciuta)

Hermans fu un artista prolifico che si specializzò in molti stili pittorici quali la pittura storica, l'arte di genere, la ritrattistica, e la pittura di paesaggio. Le sue opere realiste e di grande formato ispirarono la futura generazione di artisti belgi, che comprendeva, tra gli altri, Eugène Laermans e Léon Frédéric.
Dopo le prime tele raffiguranti monaci, Hermans affrontò soggetti biblici come Giobbe visitato dagli amici, dove il protagonista è raffigurato nei panni di un uomo povero comune secondo le convenzioni proprie del realismo. In altre opere di genere come La luna di miele (1871) viene mostrata una giovane ed elegante coppia di innamorati. Successivamente si rivolse ad argomenti con una connotazione sociale come La visita domenicale alla clinica pediatrica dell'ospedale San Pietro, dove affrontò i temi della tragedia e della sofferenza umane con piglio sentimentale.
All'alba (1875) viene considerata una delle sue opere più significative. È un dipinto realistico e moralizzante ove si vede un gruppo di festaioli ubriachi che lasciano un ristorante con prostitute in braccio durante le prime ore del mattino, mentre un gruppo di poveri braccianti va al lavoro. L'opera lancia un messaggio di critica sociale, e mette a confronto i lavoratori, che vengono visti come persone oneste e semplici, mentre i borghesi appaiono moralmente corrotti. Hermans dichiarò che All'alba non volesse lanciare un messaggio di critica sociale, e di aver scelto tale soggetto per sfruttare le potenzialità espressive che esso aveva da offrire.
Seguirono altre opere di genere di più piccolo formato fino al 1880, anno in cui realizzò il grande Ballo in maschera, raffigurante una scena di vita notturna dei demi-monde dell'epoca. La composizione mostra una grande stanza piena figure: alcune si trovano in lontananza su una balconata, mentre quelle in primo piano sono intente a festeggiare sulla pista da ballo affollata. Queste ultime sono uomini e donne elegantemente vestite che comunicano animatamente tra di loro, si abbracciano, e ballano. Molti degli uomini raffigurati sono personalità di spicco realmente esistite. Hermans fu in grado di trasmettere la follia carnevalesca di una notte a teatro.
Non avendo ottenuto il successo sperato con questo lavoro, Hermans si dedicò a quadri in scala ridotta che spesso raffiguravano donne affascinanti e basati sugli studi che aveva precedentemente usato per dipingere Il ballo in maschera. Queste opere sono nella stessa vena dei ritratti della società di Alfred Stevens. Dipinse anche opere fantasiose e ambientate al mare che vedono protagoniste bagnanti nude e Baccanti. Ne è un esempio Circe la tentatrice, ove il personaggio omerico è racchiuso in un interno moderno. Vicino ad essa vi è un uomo accasciato che avrebbe perso i sensi dopo aver bevuto un bicchiere di vino, ora rovesciato sul tavolo che decora la scena. Secondo alcuni, l'opera segnerebbe un ritorno alle opere contenenti un velato messaggio di critica sociale. Negli ultimi anni della sua carriera, Hermans dipinse grandi opere decorative e paesaggi con molte figure. Durante la prima guerra mondiale, trattò temi bellici come confermano I martiri e L'esecuzione di Edith Cavell da parte dei tedeschi.

## Galleria d'immagini

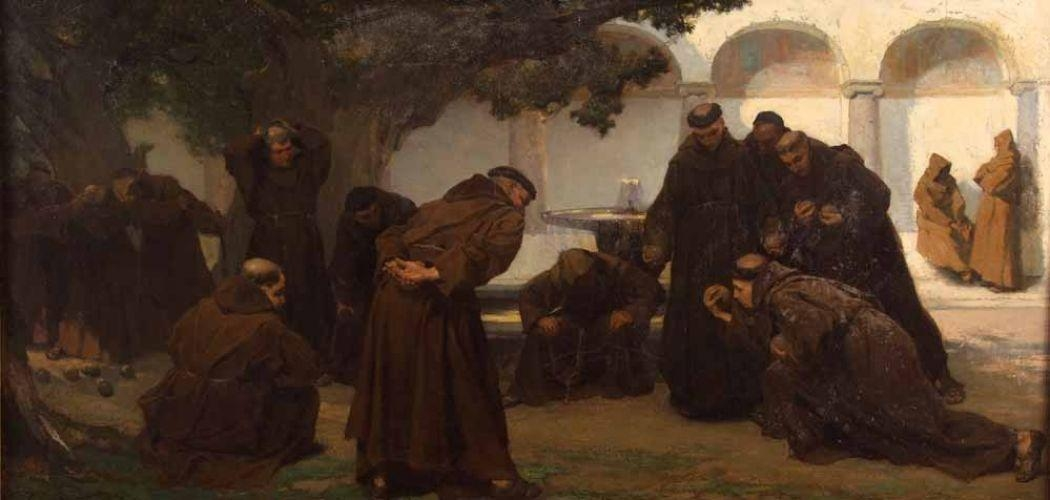
Monaci che giocano a bocce
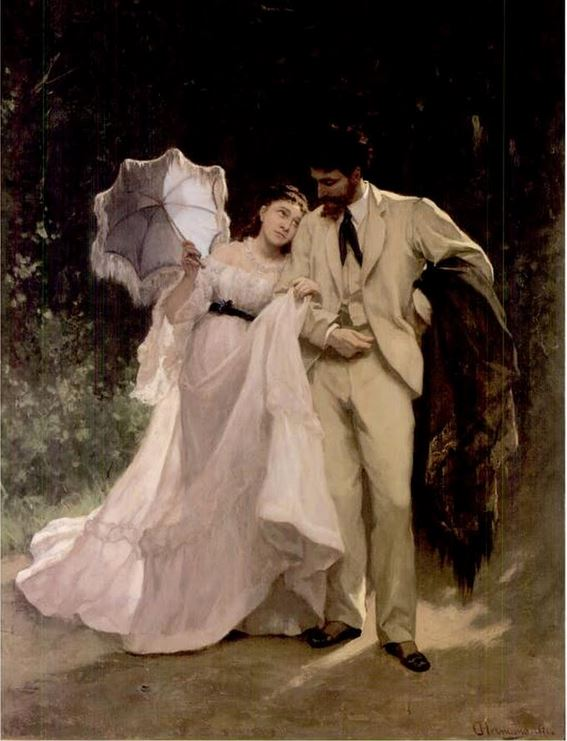
La luna di miele
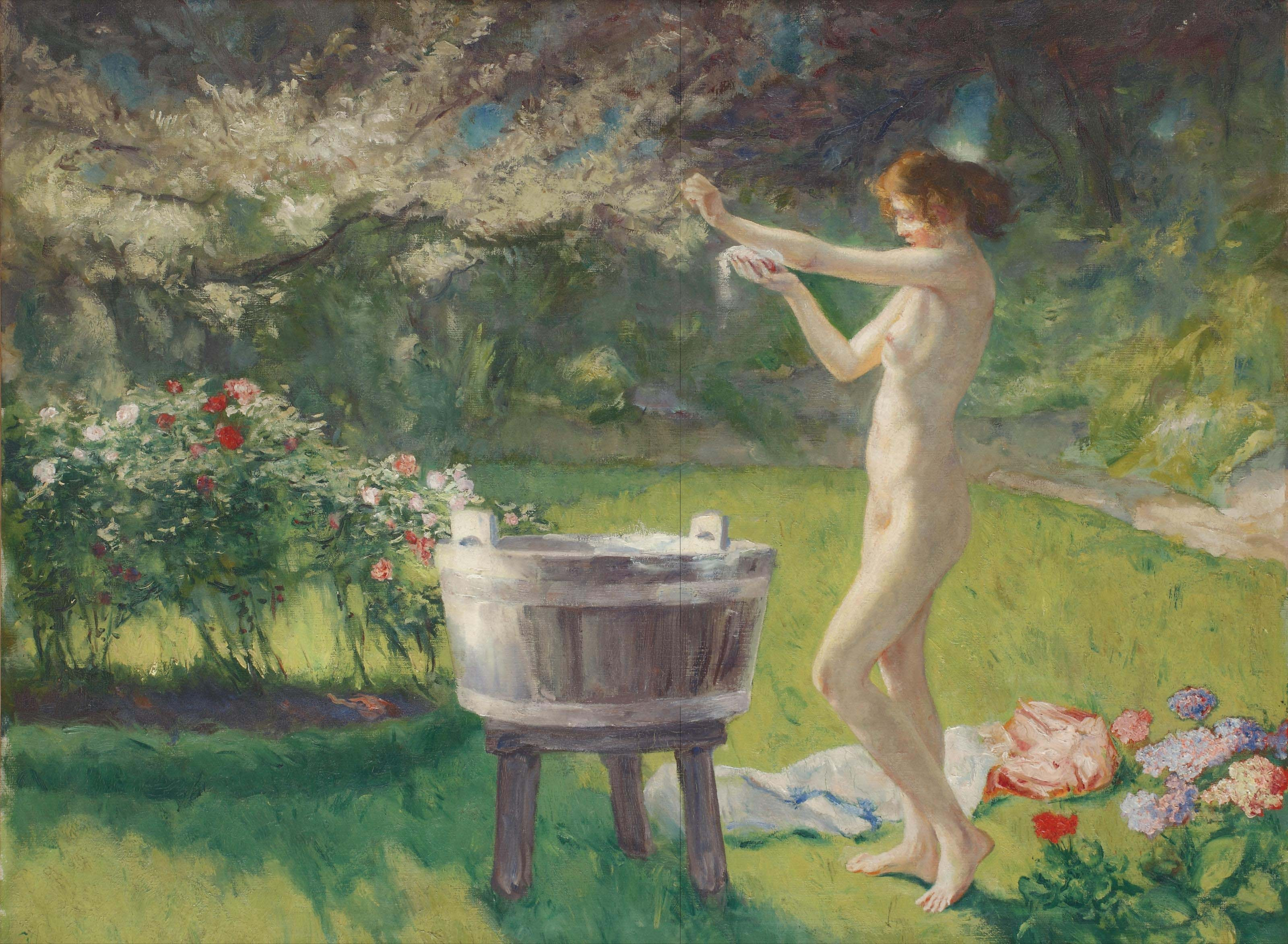
Bagno in giardino
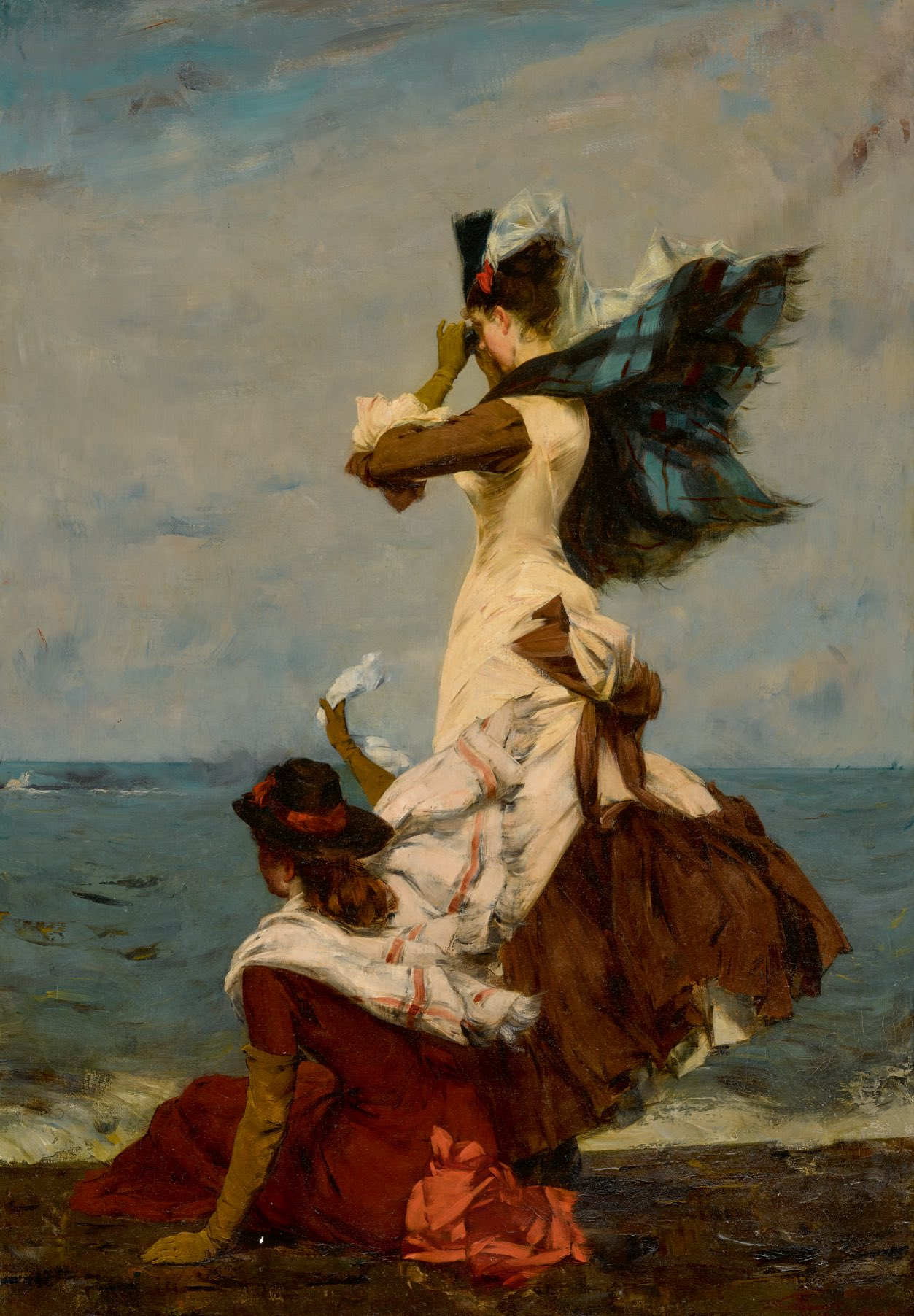
Sono partiti!
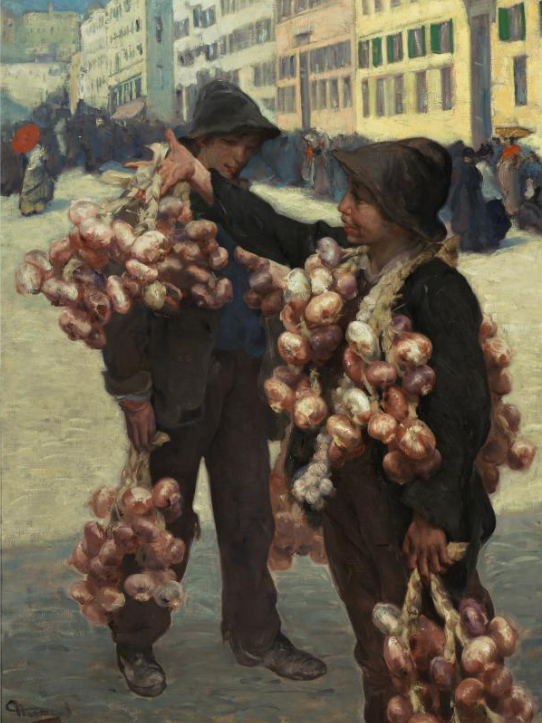
I venditori di cipolle
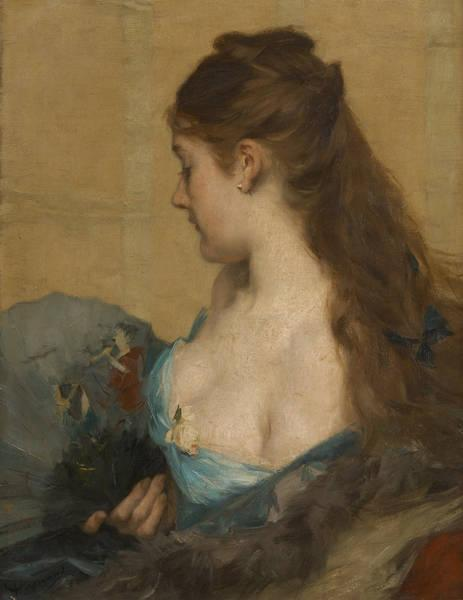
Donna con ventaglio
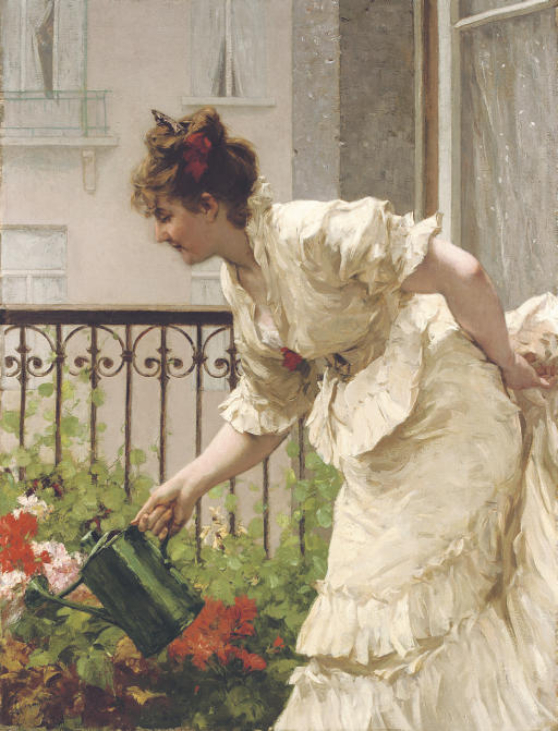
Un'ammiratrice segreta
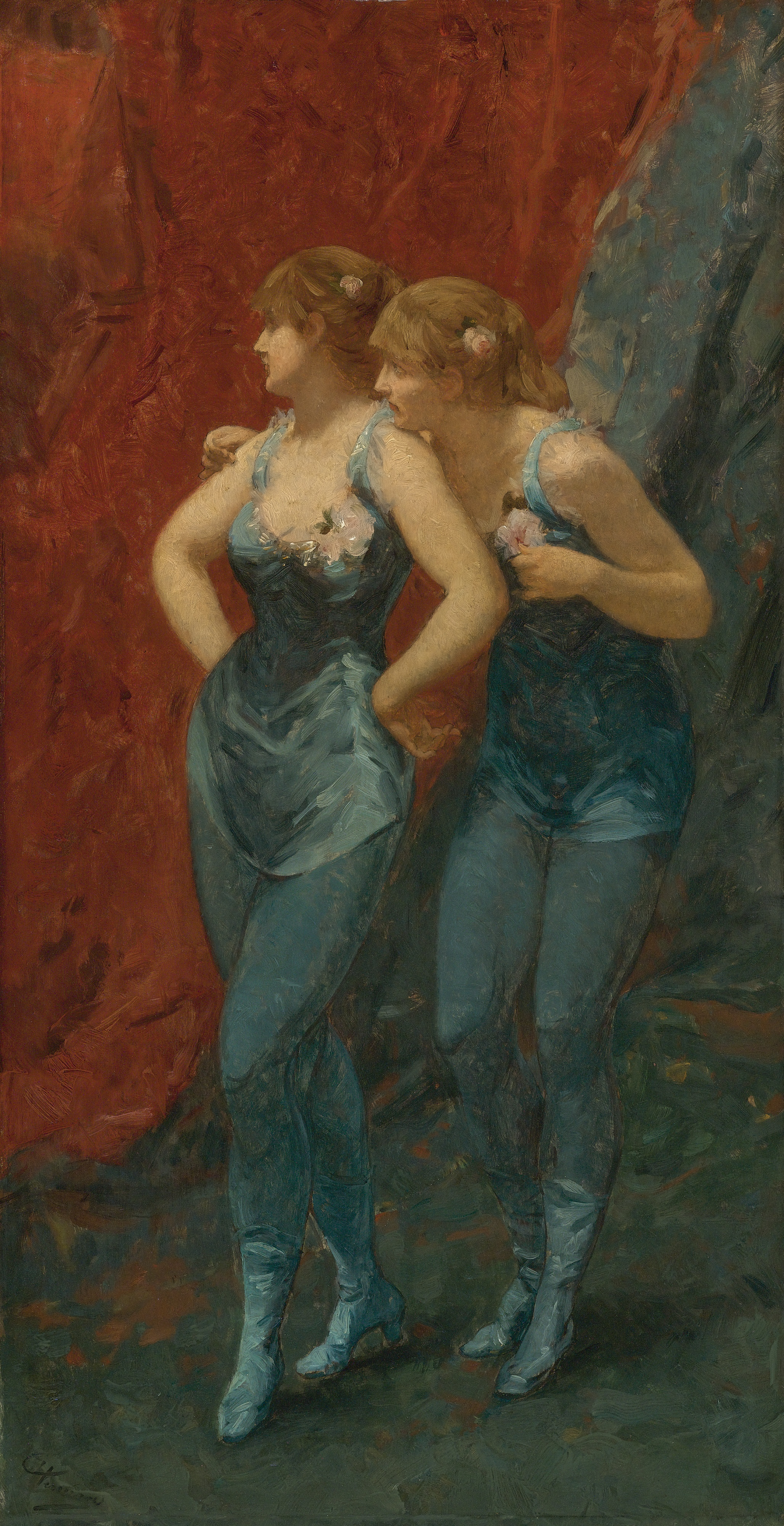
Due ballerine
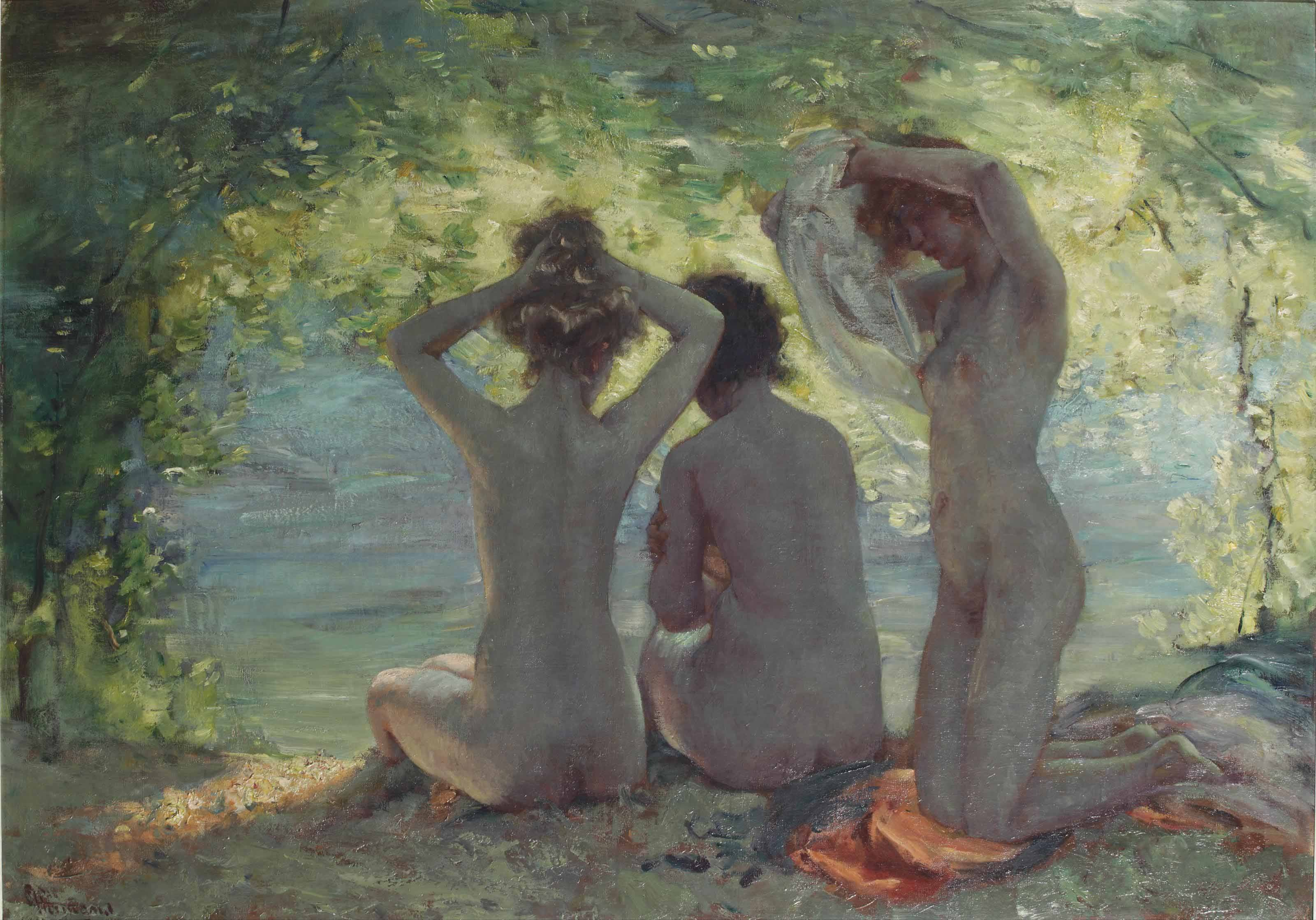
Bagnanti